# Ernesto Rubin de Cervin Albrizzi
Ernesto Rubin de Cervin Albrizzi, né le 5 juillet 1936 – mort le 29 mars 2013, est un compositeur et professeur italien.

## Biographie
Enfant, il étudie le violon auprès de Gian Francesco Malipiero qui lui suggère de suivre des cours de composition musicale. Il étudie le solfège avec Bruno Maderna. Après avoir quitté le lycée il étudie la composition au conservatoire Luigi Cherubini de Florence auprès de Roberto Lupi (it) et Luigi Dallapiccola.
Rubin de Cervin s'installe à Rome en 1957 où il étudie auprès de Virgilio Mortari et Goffredo Petrassi. Il est diplômé en composition musicale en 1960.
Il enseigne de 1965 à 1985, d'abord le solfège à la Liceo musicale à Udine, puis la composition au conservatoire Benedetto Marcello de Venise. Son enseignement est à l'origine de la nouvelle école de Venise (en).
Giuseppe Sinopoli est un de ses disciples.